# Accra Lions Football Club
Maillots
Actualités
L'Accra Lions FC est un club de football situé à East Legon, à Accra, au Ghana.  Le club joue en Ghana Division One et participe à la Coupe FA du Ghana.  Les matchs à domicile se jouent à l'Accra Sports Stadium.

## Histoire
L'Accra Lions Football Club est fondé le 12 décembre 2015.  
Le 28 janvier 2018, le club annonce officiellement que les matchs à domicile se joueront à l'Accra Sports Stadium pour le championnat 2017/2018 en Division One.
En 2018, le club débute en Ghana Division One - Zone Trois, et participe à la Coupe FA du Ghana.
Le 24 mai 2023, Lothar Matthäus annonce avoir racheté le club, en compagnie de Frank Acheampong et Oliver König.
Le club termine vice-champion du Ghana en 2024.